# Tina Morgan
Tina Michelle Morgan (Townsville, 10 de agosto de 1982) es una deportista australiana que compitió en taekwondo. Ganó una medalla de bronce en el Campeonato Mundial de Taekwondo de 2003 y dos medallas en el Campeonato Asiático de Taekwondo, plata en 2002 y bronce en 2006.

## Palmarés internacional
| Campeonato Mundial  | Campeonato Mundial                | Campeonato Mundial | Campeonato Mundial |
| Año                 | Lugar                             | Medalla            | Categoría          |
| ------------------- | --------------------------------- | ------------------ | ------------------ |
| 2003                | Garmisch-Partenkirchen (Alemania) | Medalla de bronce  | –63 kg             |
| Campeonato Asiático |                                   |                    |                    |
| Año                 | Lugar                             | Medalla            | Categoría          |
| 2002                | Amán (Jordania)                   | Medalla de plata   | –59 kg             |
| 2006                | Bangkok (Tailandia)               | Medalla de bronce  | –67 kg             |